# Bulbophyllum hirudiniferum
Bulbophyllum hirudiniferum  (лат.) — вид однодольных растений рода Бульбофиллюм (Bulbophyllum) семейства Орхидные (Orchidaceae). Впервые описан малайским ботаником Япом Й. Вермёленом в 1982 году.

## Распространение, описание
Эндемик Папуа — Новой Гвинеи; типовой экземпляр собран на острове Новая Гвинея. Встречается во влажных тропических лесах.
Эпифитное растение. Корневище с псевдобульбой.

## Синонимы
Синонимичное название — Epicranthes hirudinifera (J.J. Verm.) Garay & W.Kittr..